# Плутарх Афінський
Плутарх Афінський (дав.-гр. Πλούταρχος ὁ Ἀθηναῖος, помер 431 — 432) — античний філософ — неоплатонік, засновник неоплатонічної школи в Афінах , яка розміщувалася в його будинку аж до закриття в 529 році. Ввів у неї завдяки Пріску і Ямвліху Молодшому платонізм ямвліхівської орієнтації.

## Родина
Батька Плутарха звали Несторій. Дід Плутарха, якого звали також Плутарх, був жерцем в Афінах, займався астрологією і психотерапією; відомо ім'я дочки Плутарха — Асклепігенія.

## Філософська концепція
Твори Плутарха Афінського не збереглися. Він написав коментарі до ряду діалогів Платона і тлумачив Аристотеля. Для побудови своєї філософії Плутарх детально використав «Парменід» Платона. Читання Плутархом в Академії платонівських і аристотелевских текстів було тією базою, на якій виросли дві традиції платонізму V століття: афінська і александрійська. Він прагнув примирити й узгодити думки Платона і Аристотеля там, де вони, як здається, висловлюються про предмет по-різному. Вплинув на пізніших коментаторів—неплатників, наприклад: Іоанна Філопона. У власних трактатах приділяв увагу розробці вчення про Єдине і про душу (особливо про її найголовніші здібності — здатності складати думку (δόξα) і уявлення (φαντᾰσία).
Головне положення філософії Плутарха зводиться до загального неоплатонічного вчення про три основні іпостасі — Єдине, Ум, Душу. П'ять рівнів теорії Плутарх приводить згідно з першими п'ятьма гіпотезами—іпостасями платонівського «Парменіда». Перша іпостась у Плутарха іменується не «єдиним» і не «благом», але просто «Богом». Друга іпостась у Плутарха — Розум, третя — душа, але, розвиваючи загальну теорію по три іпостасі, Плутарх встановлює четверту іпостась у вигляді матеріального ейдосу (ἔνῡλον εἶδος), а п'яту — у вигляді « матерії».
Що стосується інших гіпотез, яких Плутарх налічує не вісім, як у «Пармениді» Платона, але дев'ять (дев'яту гіпотезу припускали вже Порфирій і Ямвліх), то під шостою гіпотезою Плутарх розумів чисту чуттєвість (тобто розумів цю гіпотезу як безглуздість); під сьомою — безглуздість пізнавання і пізнаваного; під восьмою — вчення про подібність знання сновидінням і тіньовим образам; під дев'ятої — саме цю уяву. Однак для розвитку загальної концепції неоплатонізму велику важливість представляє саме загальна методологія використання гіпотез платонівського «Парменіда».

## Вчення про фантазії
Плутарху Афінському належить важливе і майже унікальне для античності вчення про фантазії: чуттєві предмети приводять в рух нашу чуттєвість, а чуттєвість приводить в рух наше чуттєве уявлення (φαντᾰσία). Це образне уявлення, за Плутархом, відображає не тільки самі чуттєві предмети, але і їх форми, їх ейдос, і ці форми в ньому закріплюються. Фантазія виникає тоді, коли ці чуттєві форми закріплені у свідомості і спеціально в ньому виражені; іншими словами, образно-чуттєві уявлення фантазії і не суть цілком образні і не суть цілком чуттєві. Плутарх стверджував, що фантазія має для себе два джерела, або дві межі. Одна межа спрямована вгору і відноситься до розуму (διανοητική). Інша є вершиною (κορῠφή) чуттєвого відчуття. Але ця подвійна природа фантазії, тим не менш, є чимось єдиним і неподільним (по відповідності з подвійною «вища-нижчої» природою душі у Плотіна).

## Учні
Його наступником був Сіріан. Серед учнів Плутарха — Прокл, який став наступником Сіріана по керівництву школою, та Гієрокл Александрійський.